# ديفيد رودس (كاتب)
ديفيد رودس (بالإنجليزية: David Rhodes)‏ هو كاتب أمريكي، ولد في 1946.